# Västra Karup
Västra Karup (dansk: Vestre Karup) er en landsby i det nordvestlige Skåne i Sverige.
Västra Karup ligger midt på Bjärehalvön. Den er beliggende i Båstad Kommune i Skåne län tæt på grænsen til Halland. Den har et areal på 2 km2
og et befolkningstal på 604 (2023) indbyggere.